# Surgan
Sūrḡān o Sorḡān (segle xiv) fou un príncep cobànida, fill d'Amir Coban i Sati Beg, que fou governador i senyor de Karabagh i de l'Iraq Ajamita.
Va participar en la batalla del riu Jaghatu (modern Zarrina Rud) al sud de Maragha, el 9 de maig de 1336. En aquesta batalla van destacar els germans cobànides Pir Husayn i Surgan, i el segon fou nomenat governador del Karabagh
El 1336 els djalayàrides van posar al tron persa a Muhàmmad Khan. Llavors el cobànida Hasan Kücük va provar de reagrupar les forces de la família en nom del seu pare Timurtaix Coban, que gaudia de molts suports entre els amirs; un esclau de nom Kara Djari (potser un bastard d'amir Coban), que hi tenia certa similitud, fou presentat com a Timurtaix i la vídua d'aquest el va acceptar. Els membres de la família cobànida li van donar suport, i entre ells Surgan que tenia el govern del Karabagh (1338). Hasan Kucuk va obtenir la victòria a Alatag o Aladagh (prop de Nakhichevan) el 16 de juliol de 1338. La regió a l'entorn de Tabriz (i tot Azerbaidjan) fou ocupada i Muhammad Khan fou capturat i executat. Hasan Buzurg es va retirar a Tabriz. Però després de l'execució de Muhammad khan, Karashuri (convertit en Timurtaix), que aspirava a exercir el poder efectiu, i havia planejat la mort del seu patrocinador Hasan Kucik es diu que per instigació de Hajji Beg (fill de Hasan ibn Coban i, per tant, cosí germà de Hasan Kucik), va atemptar contra Kucik i li va infringir una ferida de ganivet, però que no fou mortal i Hasan va poder fugir a la frontera de Geòrgia amb el seu oncle Surgan que era governador del Karabagh i residia allí juntament amb la mare de Surgan, Sati Beg. Les forces de Karashuri i els seus aliats, deslliurat de Hasan Kucik, van seguir el seu camí cap a Tabriz per enfrontar a Hasan Buzurg però l'exèrcit fou derrotat abans d'arribar per les forces del jalayírida que operaven des de Sultaniya, i Karachuri va haver de fugir en retirada cap a Bagdad (agost del 1338).
A Karabagh Kucik tenia la protecció de Surgan i Sati Begum (Sati Beg) i els va revelar qui era realment el suposat Timurtaix. Fugit aquest, Amir Hasan Kucik va retornar de Karabagh i va entrar a Tabriz (agost del 1338) on se li van reunir 16 caps dels cobànides i van demanar un sobirà de la casa d'Hulegu i el tron corresponia a Sati Beg, tot i ser dona
Hasan Buzurg, després de donar suport frustrat com a kan a Togha Temur, va reconèixer a Sati Beg, però quan Hasan Kucik la va casar amb Sulayman Khan al que va proclamar Khan (maig del 1340) va proclamar al seu propi candidat Jahan Khan. Buzurg va acabar abandonar Sultaniya i va marxar a l'Iraq on els governadors havien fet aliança amb ell i se li van sotmetre voluntàriament. A Bagdad va encunyar moneda i va llegir la khutba en nom de Jahan Khan. Va organitzar un exèrcit amb el qual va sortir de Bagdad en direcció a l'Azerbaidjan (1340).
En aquest moment Kucik va rebre el suport del seu cosí Pir Husayn, que havia estat expulsat de Fars; i mantenia el suport de Surgan ibn Amir Coban, el qual va anar des de Karabagh a Ujan amb les seves forces en suport de Kucik. Els dos exèrcits es van trobar a Shughatu (també Yughtu o Jaghatu, modern Zarrina Rud, al sud-oest de Maragha) i les forces cobànides van obtenir la victòria (26 de juny de 1340). Surgan, que va tenir part en aquesta victòria, va rebre el govern de l'Iraq Ajamita. Hasan Buzurg, derrotat, es va haver de retirar a Bagdad
Durant la segona meitat del 1340, la mare de Surgan, Sati Beg, es va queixar a aquest del tractament rebut per part de Kucik. Surgan enotjat, va fer defecció i es va retirar a Bagdad on va fer aliança amb Hasan Buzurg i amb Hajji Taghay del Diyar Bakr (Mossul i Amida) i Akhlat, els territoris dels quals havien estat devastats per Kucik recentment (estiu del 1340). Aquesta aliança va buscar el suport del sultà mameluc An-Nàssir Àhmad, que si bé es va obtenir el maig del 1340, no va arribar a concretar-se per una habil maniobra diplomàtica de Kucik.
Fracassada l'opció dels mamelucs (inici de l'estiu del 1341) Surgan va anar a Rayy (que devia ser part del seu antic govern de l'Iraq Ajemita) i va entrar en correspondència conspiradora amb el kan Togha Timur del Gran Khorasan i Gurgan. El kan havia perdut terreny al Khurasan perquè part del país s'havia revoltat (sota la direcció dels sarbadàrides) contra els amirs que li donaven suport, però va voler fer el seu tercer i darrer intent cap a la part occidental enviant un exèrcit sota el comandament del seu germà l'amir Shaykh Ali Kawon o Ke'un (Gawan i altres variacions a les fonts) amb la missió de conquerir l'Iraq Ajemita i l'Azerbaidjan. Hasan Buzug li havia de donar suport, però Hasan Kucik va enviar a fer-li front al seu germà Malik Ashraf ibn Timurtaix, que va derrotar les forces invasores a Abhar, a l'oest de Kazwin (finals de 1341). Sahykh Ali Keun es va retirar a Mazanderan. Surgan es va amagar a Sultaniya on fou detingut poc després i enviat presoner a Kara Hisar a l'Àsia Menor.
No torna a aparèixer fins després del 15 de desembre de 1343 quan la sulatana Izzat Malik va assassinar al seu marit Kücük segons es creu per temor que es descobrís que li havia estat infidel durant la campanya de Kücük contra Bagdad. Com que no va deixar successor, el germà Màlik Aixraf, i els oncles Yaghi Basti i Surgan es van disputar l'herència cobànida.
Malik Ashraf, germà del difunt, es trobava en aquell moment a la rodalia de Shiraz amb el seu oncle amir Yaghi Basti (fill d'Amir Coban). Al saber la notícia va suspendre les operacions i va marxar cap a Tabriz. Amir Surgan, que estava presoner a Kara Hisar (en territori d'Eretna), va fugir de la seva presó després de matar el governador, i es va reunir amb Malik Ashraf i Yaghi Basti camí de Tabriz. El kan Sulayman Khan, nominal sobirà de l'estat, es va retirar amb alguns amirs cap al Diyar Bakr i va demanar assistència a Hasan Buzurg de Bagdad.
Durant algun temps semblava que els pretendents i els amirs estaven d'acord. Els tres pretendents van acordar la divisió dels dominis; però finalment van esclatar les disputes. Amir Surgan i Yaghi Basti van abandonar Tabriz cap a Jou i Malik Ashraf els va fer perseguir; Surgan fou atrapat a Aghbabad i derrotat. Surgan es va retirar junt amb Sulayman Khan. També estava amb ells Sati Beg. Però Hasan Buzurg els va retirar el suport i es van haver de retirar cap al Diyar Bakr.
Llavors Malik Ashraf va acampar a Babul i va proclamar kan il-kànida Anushirwan que havia de ser anomenat "el Just" o "al-Adil". Establert a Gunjah va rebre un emisari de nom Muayyad al-Din Burha en nom de Surgan i Yaghi Basti amb una proposta de pau que Malik Ashraf va acceptar; Surgan no se'n refiava però finalment es va dirigir cap a Tabriz; Yaghi Basti hi va anar també i en aquesta ciutat va caure en mans de Hasan Kucik i va morir d'una manera que ningú va saber (1344). Després Malik Ashraf es va retirar a passar el hivern del 1344-1345 a Karabagh.
El 1345 Surgan fou altre cop derrotat i va fugir amb els seus cap a Anatòlia des d'on va demanar la protecció de Hasan Buzurg. Li fou acordada, però pels seus excessos fou assassinat no gaire després pel seu amfitrió a mans d'Amir Ilkhan, fill del jalayírida Hasan Buzurg (1345). Màlik Aixraf es va erigir en el triomfador.